# Lone Pine Koala Sanctuary
Lone Pine Koala Sanctuary es la reserva de koalas más antigua y grande del mundo, ubicada en Brisbane, Queensland, Australia.

## Historia
El santuario empezó en 1927 con 2 koalas llamados Jack y Jill y ha ido creciendo desde entonces, actualmente hay más de 130 koalas y cada año nacen nuevos bebés koalas. El santuario se hizo conocido internacionalmente durante la Segunda Guerra Mundial, cuando los americanos visitaban el parque para conocer los animales australianos nativos.

## Animales
A pesar de que su nombre sea Koala Sanctuary, hay muchos más animales que solo koalas en este zoológico. Se pueden ver también demonios de tasmania, dingos, ornitorrincos, serpientes, cocodrilos y muchos más animales nativos de Australia.
|                      |
| Demonio de Tasmania. |

|                                     |
| Koala en Lone Pine Koala Sanctuary. |

|                                            |
| Ornitorrinco en Lone Pine Koala Sanctuary. |

## Atracciones de Lone Pine
Lo que hace especial Lone Pine y lo diferencia de otros zoológicos es que los visitantes pueden interactuar con los animales. Los visitantes pueden alimentar a los loros salvajes y canguros con sus propias manos, se puede sostener y sacar fotos con un koala, una serpiente y un cocodrilo bebé. Se puede ver como los cuidadores alimentan a los animales y asistir a las charlas que estos dan.
Este zoológico se encuentra a unos 30 minutos en auto del centro de la ciudad de Brisbane, por lo que hay mucha naturaleza y se pueden ver muchos lagartos, patos y pavos caminando entre medio de la gente.
|                         |
| Cocodrilo en Lone Pine. |

|                                                   |
| Reserva de Canguros en Lone Pine Koala Sanctuary. |

|                 |
| Loros salvajes. |